# 1X1=1 (To Be One)
1X1=1 (To Be One) é o EP de estreia do grupo sul-coreano Wanna One, um grupo formado durante o programa de sobrevivência de 2017 da Mnet, Produce 101 Season 2, composto por onze trainees de diferentes empresas de entretenimento que promoverá por 18 meses sob a YMC Entertainment. O álbum foi lançado digitalmente e fisicamente em 7 de agosto de 2017, pela YMC Entertainment, Stone Music Entertainment e CJ E&M Music. Uma versão japonesa do álbum foi lançada em 27 de setembro de 2017, pela Pony Canyon. O álbum foi re-lançado sob o título 1-1=0 (Nothing Without You) em 13 de novembro de 2017.

## Preparações e lançamento
Em 16 de junho de 2017, os finalistas do programa de sobrevivência Produce 101 Season 2 foram revelados e o grupo começou imediatamente os preparativos para a sua estreia, começando com a gravação de sua própria versão da música "It's Me (Pick Me)", "Always" (que foi lançada como última música para os 20 finalistas), e "Never". Além disso, há também 4 novas músicas para o álbum. Entre essas novas músicas, "Energetic", uma música produzida pelo HUI do Pentagon, que também compôs "Never"; e "Burn It Up" e que foram considerados para a faixa-título que seria decidida por votos do público. O álbum também incluiu uma música pop de tributo aos fãs, intitulada "Wanna Be (My Baby)".
Em 28 de setembro de 2017, a YMC começou a lançar teasers da edição reformulada do álbum, intitulado 1-1=0 (Nothing Without You). A edição reformulada serve como uma prequel do primeiro álbum. Em contraste com o lado energético e apaixonado do grupo mostrado em sua primeira versão, Nothing Without You mostraria a apreensão dos membros sobre um futuro incerto, assim como a aspiração que tiveram como trainees apenas alguns meses antes e a "espera por belos dias à frente". Foi lançado em 13 de novembro de 2017, com quatro novas músicas: o single principal "Beautiful", "Wanna", uma balada funky com EDM, “Twilight”, uma música dançante e “Nothing Without You”, uma introdução carregada de harmonia do álbum.

## Promoções
Antes de sua estreia, o grupo começou suas promoções através de seu reality show Wanna One Go, que estreou em 7 de agosto de 2017, no canal a cabo Mnet. Durante o primeiro episódio de Wanna One Go!, foi revelado que "Energetic" ganhou a votação do público e se tornaria a faixa-título do álbum.
Wanna One realizou seu showcase de estreia e um pequeno show em 7 de agosto no Gocheok Sky Dome, que ficou aberto para 20.000 fãs. O grupo teve sua primeira apresentação em um programa de música da Mnet, M! Countdown, em 10 de agosto de 2017. Eles ganharam seu primeiro troféu de música no Show Champion no canal da MBC Music em 16 de agosto. O grupo encerrou suas promoções com a exibição do Show! Champion em 30 de agosto, com um total de 15 troféus em programas de música com a música "Energetic".
A segunda temporada de Wanna One Go!, intitulada Wanna One Go: Zero Base, foi ao ar com o primeiro episódio em 3 de novembro de 2017, antes do lançamento da edição reformulada do grupo. Wanna One realizou um show de retorno para o seu álbum reformulado, que foi transmitido ao vivo pela Mnet e pela tvN em 13 de novembro. O show mostra as performances do grupo de suas novas músicas, bem como as histórias por trás da criação do novo álbum. Seu primeiro comeback aconteceu em 17 de novembro no programa Music Bank do canal da KBS. O grupo recebeu sua primeira vitória pela música "Beautiful" no Show Champion em 22 de novembro.

## Desempenho comercial

### 1X1=1 (To Be One)
O álbum chegou a 600.000 cópias antes do seu lançamento, tornando-se o primeiro álbum de K-pop com o maior número de pré-encomendas.
To Be One estreou em 3º lugar no chart World Albums da Billboard e ficou em primeiro lugar no ranking de Top Albums do iTunes em 11 países. Ele ficou no topo do chart Monthly Album do Gaon para o mês de agosto, vendendo mais de 704.000 cópias. Em outubro de 2017, vendeu 733.000 cópias.
A música-título, "Energetic" ficou no topo de seis paradas musicais online de seis grandes sites de música: Melon, Genie, Bugs, Mnet, Naver e Soribada; e alcançou um status "all-kill" em tempo real. As outras faixas do álbum também garantiram lugares dentro das dez primeiras posições.

### 1-1=0 (Nothing Without You)
Em 30 de outubro de 2017, a YMC anunciou que o número de pré-encomendas do álbum reformulado alcançou mais de 500.000 cópias. Com as vendas combinadas de seu primeiro álbum e sua edição reformulada, Wanna One tornou-se o terceiro grupo coreano a vender um milhão de cópias com seu álbum de estreia, e foram os primeiros desde que Seo Taiji and Boys conseguiram esse ato com sua estreia homônima em 1992.
A faixa título, "Beautiful" ficou no topo de paradas musicais em tempo real de seis sites de música: Melon, Genie, Bugs, Mnet, Naver, e Soribada após seu lançamento. Além disso, outras três novas faixas do álbum ficaram entre as dez posições de todas as seis paradas.

## Lista de músicas

### 1x1=1 (To Be One)
| Download digital |                                        |               |         |  |
| N.º              | Título                                 | Arranjo       | Duração |  |
| 1.               | "To Be One" (Intro)                    | Galactika     | 1:06    |  |
| 2.               | "Burn It Up" (활활, Hwalhwal)          | GRVVITY Diggy | 3:34    |  |
| 3.               | "Energetic" (에너제틱, eneojetik)      | Flow Blow     | 3:09    |  |
| 4.               | "Wanna Be (My baby)"                   | 1Take TAK     | 3:21    |  |
| 5.               | "Always" (이 자리에; Acoustic version) | Real Men      | 4:21    |  |

| To Be One – Edição física |                                        |                           |         |  |
| N.º                       | Título                                 | Arranjo                   | Duração |  |
| 6.                        | "It's Me (Pick Me)" (나야 나, Naya Na) | Ryan S. Jhun Zaydro RHeaT | 4:07    |  |
| 7.                        | "Never"                                | Flow Blow                 | 3:16    |  |

### 1-1=0 (Nothing Without You)
| Download digital |                                  |                 |         |  |
| N.º              | Título                           | Arranjo         | Duração |  |
| 1.               | "Nothing Without You" (Intro)    | Tenzo Tasco     | 1:23    |  |
| 2.               | "Beautiful"                      | Wooziq          | 3:17    |  |
| 3.               | "Wanna" (갖고 싶어, gajgo sipeo) | e.one           | 3:40    |  |
| 4.               | "Twilight"                       | 김원 이진손기락 | 3:14    |  |
| 5.               | "Burn It Up" (Prequel Remix)     | Diggy LIØN      | 3:37    |  |
| 6.               | "Energetic" (Prequel Remix)      | TAK             | 4:16    |  |
| 7.               | "Wanna Be (My baby)"             | 1Take TAK       | 3:21    |  |
| 8.               | "Energetic"                      | Flow Blow       | 3:09    |  |
| 9.               | "Burn It Up"                     | GRVVITY Diggy   | 3:34    |  |
| 10.              | "To Be One" (Outro)              | 아테나          | 1:21    |  |

| Nothing Without You – Edição física |                                                   |           |         |  |
| N.º                                 | Título                                            | Arranjo   | Duração |  |
| 11.                                 | "Wanna Be (My baby)" (Premier Show-con Live ver.) | 1Take TAK | 3:46    |  |

## Charts

### Semanal
| Chart (2017)               | Posição   | Posição             |
| Chart (2017)               | To Be One | Nothing Without You |
| -------------------------- | --------- | ------------------- |
| Álbuns franceses (SNEP)    | 151       | -                   |
| Álbuns japoneses (Oricon)  | 12        | 8                   |
| Álbuns sul-coreanos (Gaon) | 1         | 1                   |
| Álbuns dos EUA (Billboard) | 3         | 12                  |

### Mensal
| Chart (2017)         | Posição   | Posição             |
| Chart (2017)         | To Be One | Nothing Without You |
| -------------------- | --------- | ------------------- |
| Coreia do Sul (Gaon) | 1         | 1                   |

### Vendas
| Region               | Vendas     |
| -------------------- | ---------- |
| Coreia do Sul (Gaon) | 1,438,647+ |
| Japão (Oricon)       | 68,248+    |

## Prêmios e indicações

### Mnet Asian Music Awards
| Edição | Ano  | Destinatário      | Prêmio            | Resultado | Ref.   |
| ------ | ---- | ----------------- | ----------------- | --------- | ------ |
| 19th   | 2017 | 1X1=1 (To Be One) | Album of the Year | Indicado  | [ 33 ] |

### Gaon Chart Music Awards
| Edição | Ano  | Destinatário                | Prêmio                           | Resultado | Ref.   |
| ------ | ---- | --------------------------- | -------------------------------- | --------- | ------ |
| 7th    | 2018 | 1X1=1 (To Be One)           | Album of the Year – 3º trimestre | Indicado  |        |
| 7th    | 2018 | 1-1=0 (Nothing Without You) | Album of the Year – 4º trimestre | Venceu    | [ 34 ] |
| 7th    | 2018 | 1X1=1 (To Be One)           | New Artist of the Year (Álbum)   | Venceu    |        |

### MBC Plus X Genie Music Awards
| Edição | Ano  | Destinatário                | Prêmio                    | Resultado | Ref.   |
| ------ | ---- | --------------------------- | ------------------------- | --------- | ------ |
| 1ª     | 2018 | 1-1=0 (Nothing Without You) | Digital Album of the Year | Indicado  | [ 35 ] |

### Korea Popular Music Awards
| Edição | Ano  | Destinatário                | Prêmio     | Resultado | Ref. |
| ------ | ---- | --------------------------- | ---------- | --------- | ---- |
| 1ª     | 2018 | 1-1=0 (Nothing Without You) | Best Album | Indicado  |      |